# ركبة روحاء
ركبة روحاء والمعروفة باسم الركبة المتلاصقة، هي حالة تحدث حين تقترب الركبتان من بعضهما، ويبتعد الكاحلان عندما تكون الساقين ممدودة على استقامة واحدة. والأفراد الذين يعانون من درجة شديدة من هذا التشوه الخلقي يكونون عاجزين عادة على ملامسة أقدامهم معا أثناء الاستقامة. وتعود تسمية هذا المصطلح للأصل اللاتيني genu جينو، ويعني "الركبة"، وvalgus فلقز وهو ما يعني في الواقع الانحناء للخارج، لكن في هذه الحالة يُستخدم لوصف الجزء القاصي من مفصل الركبة الذي ينحني إلى الخارج، وبالتالي الجزء الداني يبدو منحنيا إلى الداخل.
يتم تشخيص الاعتلال البسيط للساق الروحاء عندما يكون الشخص واقفا بشكل مستقيم، حيث يظهر التماس الركبتين. يمكن تشخيصه في الأطفال الذين تتراوح أعمارهم من 2 إلى 5 سنة. ويتعدل في كثير من الأحيان لصورته الطبيعية مع نمو الأطفال. ومع ذلك، فإن الحالة قد تستمر أو تزداد سوءا مع تقدم العمر، خاصة عندما تكون نتيجة الأمراض مثل الكساح أو السمنة. سبب اعتلال الساق المتلاصقة هو إما صورة لتشوه خلقي أو غير معروف.
أمراض جهازية أخرى قد تكون مرتبطة باعتلال الساق مثل ضمور قرنية شنايدر البلورية، وأخرى جسمانية مصاحبة مثل مع الدهون.

## الاختبار التشخيصي

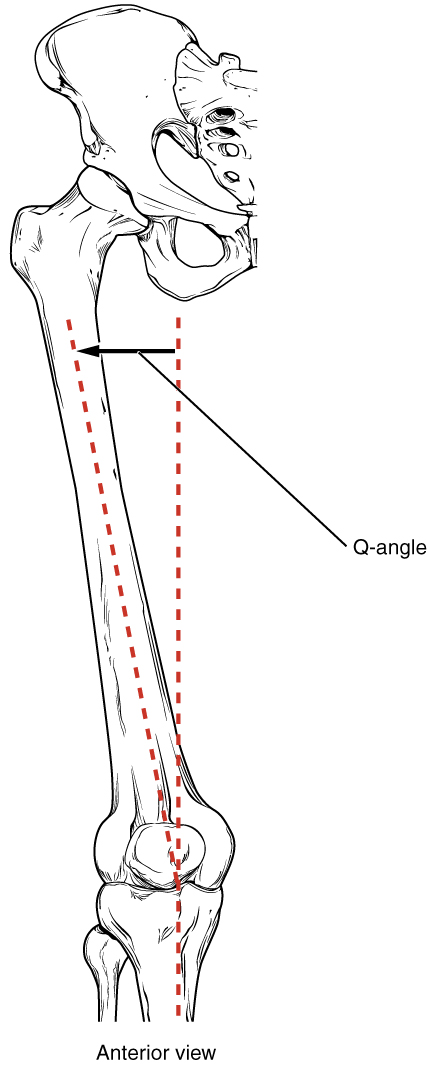
صورة توضيحية لطريقة قياس زاوية Q

يمكن تقدير درجة اعتلال الساق الروحاء بواسطة قياس Q angle، وهي زاوية تخيلية يمكن تشكيلها عن طريق رسم خط مستقيم من  الشوك الحرقفي الأمامي العلوي للحوض من خلال مركز الرضفة، وخط مرسوم من مركز مدينة الرضفة إلى مركز أحدوبة الظنبوب. وبالنسبة للنساء، فإن Q angle الطبيعية أقل من 22 درجة إذا كانت الركبة مستقيمة، وأقل من 9 درجات إذا كانت زاوية الركبة عمودية، و90 درجة من الانحناء. أما عند الرجال، فإن Q angle الطبيعية أقل من 18 درجة إذا كانت الركبة مستقيمة، وأقل من 8 درجات إذا كانت زاوية الركبة 90 درجة من الانحناء. المقياس المتوسط الطبيعي لزاوية Q angle هو 12 درجة للرجال و 17 درجة للنساء.

## العلاج
يشتكي الأشخاص ذوي اعتلال الركبتين المتلاصقتين غالبا من تقوس أقدامهم للداخل، وعظام الكاحل الداخلية غالبا تكون منخفضة مقارنة بعظام الكاحل الخارجية. الكبار البالغين الذين يعانون الركبة الروحاء عادة ما يكونوا عرضة للإصابات والمشاكل المزمنة في الركبة مثل تلين الغضروف وهشاشة العظام. وهذه بدورها يمكن أن تسبب الألم الشديد، إضافة إلى مشاكل في المشي.
من الطبيعي للأطفال أن يكون لديهم معدل التصاق بسيط في الركبتين ؛ خاصة الأطفال الذين تتراوح أعمارهم من سنتين إلى خمس سنوات، ويقل معدل الالتصاق تقريبا مع نمو الطفل. إوإذا استمرت الأعراض بالوضوح لفترات طويلة أو كان هناك مسبب وراثي، فإن الأطباء يلجأون في كثير من الأحيان إلى استخدام الأحذية التقويمية أو سنادات للساق يتم لبسها في الليل حيث تعيد القدم بلطف للمكان الصحيح إذا تحرك الطفل. أما إذا استمرت هذه الحالة وازدادت سوءا في وقت لاحق في الحياة، قد تكون الجراحة مطلوبة لتخفيف الألم والمضاعفات الناتجة عن التشوه الشديد للقدم أو أسباب وراثية. وتشمل الإجراءات الجراحية المتاحة تعديلات على عظمة الفخذ واستبدال مفصل الركبة (TKR).
ويمكن أن يساعد فقدان الوزن واستبدال الممارسات عالية التأثير بتمارين ذات تأثير منخفض في إبطاء تطور المرض. مع كل خطوة، وزن المريض يحرف تشوه الركبة، والتأثير يزداد مع زيادة زاوية Q أو زيادة الوزن. حتى في الركبة الطبيعية، ولوظيفة قصبة الساق تأثير على زاوية الركبة لأنها تصل بين حزام الورك والركبتين.
العلاج الطبيعي بصفة عامة جيد للأشخاص المصابون بالتصاق الركبتين. لتصحيح التصاق الركبتين فإن كامل الساق يجب معالجتها:
1. تفعيل وتقوية أقواس القدمين
2. تحفيز عضلات الساق الخارجية (العضلة المقربة)
3. تعلم كيفية استخدام عظم الكاحل الداخلي نحو خارج القدم لتقويم المشي

العمل مع أخصائي الطب الطبيعي أو أخصائي العلاج الطبيعي قد يساعد المريض على تعلم كيفية تحسين النتائج واستخدام عضلات الساق بشكل صحيح لدعم هيكلة الجسم العظمية. العلاجات البديلة أو التكميلية قد تشمل إجراءات معينة من يوغا ينجار أو أسلوب فيلدنكريز.
تُعزى تشوهات العظام نادراً إلى نقص التغذية اللازمة لنمو العظام، التي يمكن أن تسبب الأمراض مثل الكساح (نقص العظم للمواد الغذائية وخاصة فيتامين د والكالسيوم) أو الاسقربوط (نقص فيتامين ج). معالجة نقص فيتامين قد يساهم بشكل كبير في نمو العظام.